# Eleições municipais no Recife em 1988
As eleições municipais no Recife em 1988 ocorreram em 15 de novembro, como parte das eleições municipais em 24 estados brasileiros e nos  territórios federais do Amapá e Roraima. Neste caso foram eleitos o prefeito Joaquim Francisco e o vice-prefeito Gilberto Marques.
Natural do Recife o advogado Joaquim Francisco ingressou na ARENA em 1966 e no ano seguinte foi oficial de gabinete do governador Nilo Coelho. Graduado na Universidade Federal de Pernambuco em 1970, foi assessor de Moura Cavalcanti, no Instituto Nacional de Colonização e Reforma Agrária (INCRA) no governo do presidente Emílio Médici. Em 1975 seu tio, Moura Cavalcanti, assumiu o governo pernambucano e fez do sobrinho chefe da Comissão de Defesa Civil, secretário de Trabalho e Ação Social, procurador da Junta Comercial e presidente do conselho de administração da Companhia de Habitação Popular (COHAB). Em um período na iniciativa privada, foi diretor administrativo-financeiro da Companhia de Alumínio do Nordeste. Filiado ao PDS, em 1983 foi nomeado prefeito do Recife pelo governador Roberto Magalhães. Após ingressar no PFL, elegeu-se deputado federal em 1986, foi ministro do Interior no governo José Sarney, assinou a Constituição de 1988 e venceu a eleição para prefeito do Recife nesse ano, renunciando à cadeira no Palácio Capibaribe pouco antes de ser eleito governador de Pernambuco em 1990.
Nascido em Palmeira dos Índios, o advogado Gilberto Marques foi escriturário na Faculdade de Direito do Recife, graduando-se na referida instituição em 1960, assumindo o cargo de secretário da mesma durante nove anos, a partir de 1961. Eleito vice-prefeito do Recife pelo PFL em 1988, assumiu o Palácio Capibaribe em 1990 quando Joaquim Francisco renunciou a fim de eleger-se governador de Pernambuco. Em sua administração foi instituído o Dia do Frevo.

## Resultado da eleição para prefeito
Foram apurados 502.498 votos nominais (82,05%), 56.990 votos em branco (9,31%) e 52.923 votos nulos (8,64%), resultando no comparecimento de 612.411 eleitores.
| Candidatos a prefeito do Recife | Candidatos a vice-prefeito | Número | Coligação                             | Votação | Percentual |
| ------------------------------- | -------------------------- | ------ | ------------------------------------- | ------- | ---------- |
| Joaquim Francisco PFL           | Gilberto Marques PFL       | 25     | PFL, PTB, PDC, PDS, PSC, PL, PTR, PSD | 248.781 | 49,51%     |
| Marcus Cunha PMDB               | Cristina Tavares PMDB      | 15     | PMDB, PMB, PCdoB, PSB, PCB            | 143 305 | 28,52%     |
| João Ramos Coelho PDT           | João Monteiro Filho PDT    | 12     | PDT (sem coligação)                   | 69.754  | 13,88%     |
| Humberto Costa PT               | Dilson Peixoto PT          | 13     | PT, PS                                | 37.795  | 7,52%      |
| José Augusto Lins PH            | José Ramos de Souza PH     | 19     | PH (sem coligação)                    | 2.863   | 0,57%      |
| Fontes:                         |                            |        |                                       |         |            |

## Vereadores eleitos
Foram  eleitos 33 (trinta e três) vereadores para a Câmara Municipal do Recife,
| Câmara Municipal           | Câmara Municipal | Câmara Municipal | Câmara Municipal |
| Vereadores do Recife       | Partido          | Votação          | Votação          |
| Vereadores do Recife       | Partido          | Percentual       | Votação          |
| -------------------------- | ---------------- | ---------------- | ---------------- |
| Gustavo Krause             | PFL              | 4,21%            | 21.142           |
| Homero Lacerda             | PTB              | 1,63%            | 8.170            |
| André de Paula             | PFL              | 1,16%            | 5.822            |
| Byron de Paula Travassos   | PCB              | 1,12%            | 5.626            |
| Romildo Gomes Filho        | PFL              | 1,05%            | 5.299            |
| João Braga                 | PSDB             | 0,97%            | 4.863            |
| André Campos               | PMDB             | 0,87%            | 4.358            |
| Vicente André Gomes        | PMDB             | 0,82%            | 4.125            |
| Geralda Farias             | PMB              | 0,80%            | 4.031            |
| Sílvio Amorim              | PFL              | 0,76%            | 3.798            |
| Zé Neves                   | PDT              | 0,73%            | 3.664            |
| Romário Dias               | PFL              | 0,71%            | 3.559            |
| Miguel Baptista            | PMDB             | 0,70%            | 3.517            |
| Carlos Eduardo Cadoca      | PMDB             | 0,67%            | 3.366            |
| Rafael de Menezes          | PFL              | 0,65%            | 3.271            |
| Augusto Costa              | PFL              | 0,65%            | 3.260            |
| Otávio Augusto Cavalcante  | PFL              | 0,63%            | 3.181            |
| Newton Carneiro            | PDT              | 0,62%            | 3.113            |
| Liberato Costa Júnior      | PMDB             | 0,61%            | 3.074            |
| Rivaldo Allain Ferreira    | PFL              | 0,60%            | 3.023            |
| Mauro Godoy                | PTB              | 0,57%            | 2.869            |
| Murilo Mendonça            | PMDB             | 0,55%            | 2.787            |
| João Paulo                 | PT               | 0,54%            | 2.723            |
| Waldemar Borges            | PMDB             | 0,54%            | 2.690            |
| Alpheu Cesse Neto          | PDT              | 0,50%            | 2.499            |
| Fred Oliveira              | PDC              | 0,48%            | 2.415            |
| Waldomiro Ferreira         | PDT              | 0,45%            | 2.277            |
| Manoel Gilberto de Holanda | PTB              | 0,45%            | 2.245            |
| Sérgio Magalhães           | PDT              | 0,42%            | 2.097            |
| José Carolino              | PTB              | 0,42%            | 2.087            |
| Prof. Santana              | PSB              | 0,32%            | 1.603            |
| Eclésio Menezes            | PDC              | 0,32%            | 1.584            |
| Cláudio Borba              | PL               | 0,13%            | 673              |
| Fontes:                    |                  |                  |                  |